# Alexéi Márkov
Alexéi Mijáilovich Márkov (en ruso: Алексей Михайлович Марков; Moscú, 26 de mayo de 1979) es un deportista ruso que compitió en ciclismo en las modalidades de pista, especialista en las pruebas de persecución, puntuación y madison, y ruta.
Participó en cinco Juegos Olímpicos de Verano, entre los años 1996 y 2012, obteniendo en total tres medallas, plata en Atlanta 1996 (persecución por equipos con Eduard Gritsun, Nikolai Kuznetsov y Anton Shantyr), bronce en Sídney 2000 (puntuación) y bronce en Pekín 2008 (madison con Mijail Ignatiev).
Ganó cuatro medallas en el Campeonato Mundial de Ciclismo en Pista entre los años 1997 y 2011, y cuatro medallas en el Campeonato Europeo de Ciclismo en Pista entre los años 2004 y 2010.

## Medallero internacional
| Juegos Olímpicos   | Juegos Olímpicos          | Juegos Olímpicos  | Juegos Olímpicos        |
| Año                | Lugar                     | Medalla           | Competición             |
| ------------------ | ------------------------- | ----------------- | ----------------------- |
| 1996               | Atlanta ( Estados Unidos) | Medalla de plata  | Persecución por equipos |
| 2000               | Sídney ( Australia)       | Medalla de bronce | Puntuación              |
| 2008               | Pekín ( China)            | Medalla de bronce | Madison                 |
| Campeonato Mundial |                           |                   |                         |
| Año                | Lugar                     | Medalla           | Competición             |
| 1997               | Perth ( Australia)        | Medalla de plata  | Persecución individual  |
| 1999               | Berlín ( Alemania)        | Medalla de bronce | Persecución por equipos |
| 2008               | Mánchester ( Reino Unido) | Medalla de bronce | Persecución individual  |
| 2011               | Apeldoorn ( Países Bajos) | Medalla de plata  | Persecución por equipos |
| Campeonato Europeo |                           |                   |                         |
| Año                | Lugar                     | Medalla           | Competición             |
| 2004               | Valencia ( España)        | Medalla de oro    | Ómnium                  |
| 2007               | Alkmaar ( Países Bajos)   | Medalla de plata  | Madison                 |
| 2010               | Pruszków ( Polonia)       | Medalla de plata  | Persecución por equipos |
| 2012               | Panevėžys ( Lituania)     | Medalla de oro    | Persecución por equipos |

1. ↑  Campeonato Europeo realizado sólo para la disciplina de ómnium.
2. ↑  Campeonato Europeo realizado sólo para la disciplina de madison.

## Palmarés

### Pista
1996
- 2.º en el Campeonato Olímpico Persecución por Equipos

1997
- 2.º en el Campeonato Mundial Persecución

1999
- 3.º Campeonato Mundial Persecución por Equipos (haciendo equipo con Vladislav Borisov, Eduard Gritsun y Denis Smislov)

2000
- 3.º en el Campeonato Olímpico Puntuación

2007
- 2.º en el Campeonato de Europa Madison (haciendo pareja con Nikolai Trussov)

2008
- 3.º en el Campeonato Mundial Persecución
- 3.º en el Campeonato Olímpico Madison (haciendo pareja con Mijaíl Ignátiev)

### Carretera
2001
- 2.º en el Campeonato de Rusia en Ruta

2002
- 2 etapas del Trofeo Joaquim Agostinho
- 2 etapas del Gran Premio CTT Correios de Portugal

2004
- 2 etapas del Tour de Romandía

2005
- 1 etapa de la Vuelta al Algarve
- 2 etapas del G. P. Internacional del Oeste
- Gran Premio CTT Correios de Portugal, más 2 etapas
- 1 etapa del Trofeo Joaquim Agostinho

2006
- 1 etapa de la Vuelta a La Rioja

2010
- 1 etapa del Tour de Hainan

2011
- 1 etapa de la Flèche du Sud

## Equipos

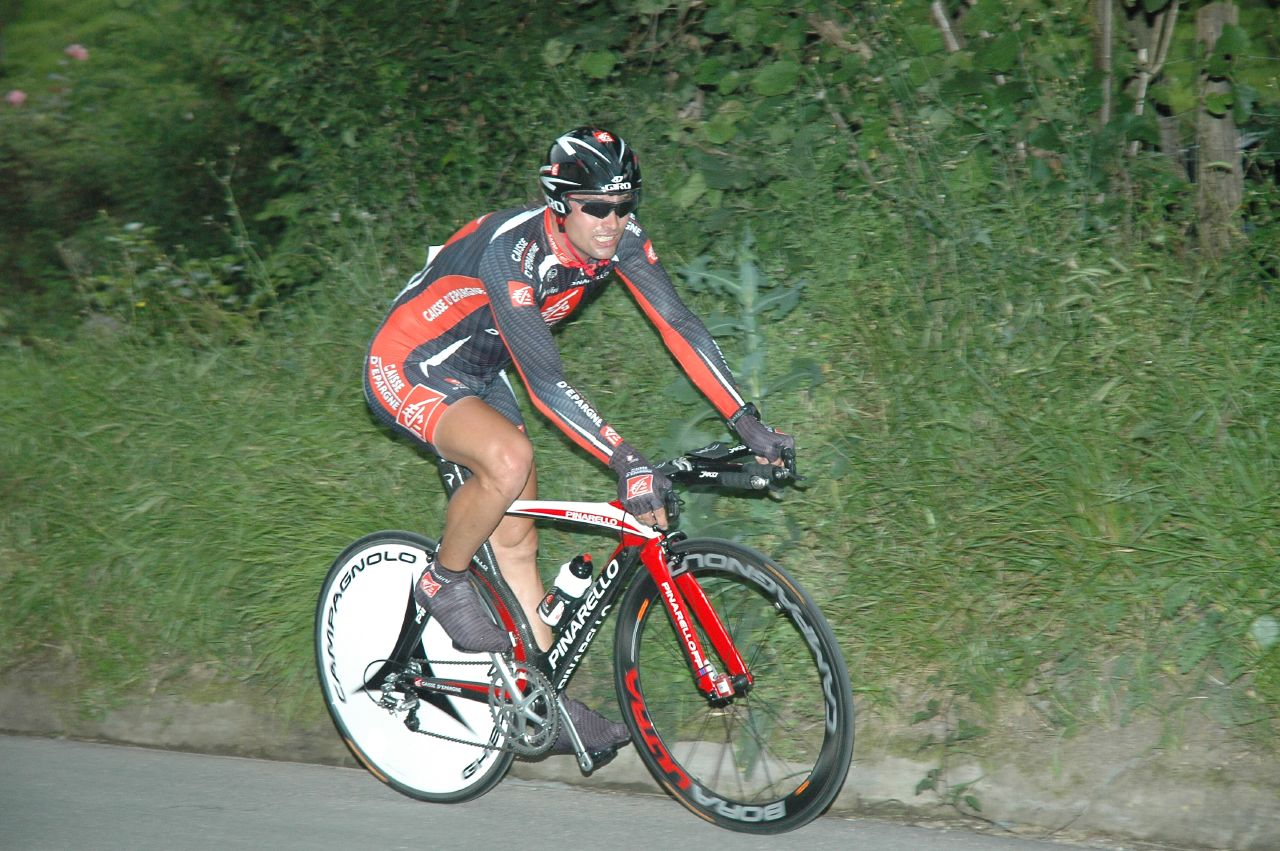
Alexei Markov con el Caisse d'Epargne.

- Itera (2001 - 2002)
- Lokomotiv (2003)
- CCC Polsat (2004)
- Milaneza Maia (2005)
- Illes Balears (2006)
- Caisse d'Epargne (2007-2008)
- Katusha (2009)
- RusVelo (2012)